# Заболєв Юрій Вадимович
Юрій Вадимович Заболєв (нар. 28 травня 1954, Якутськ, Якутська АРСР) — російський політичний діяч, глава адміністрації муніципального утворення «Міський округ «Місто Якутськ» з 2 грудня 2007 року по 23 грудня 2011 року. Член партії «Єдина Росія».

## Біографія
Народився 28 травня 1954 року в Якутську. У 1974 році закінчив Ризьке льотно-технічне училище цивільної авіації, в 1982 році Київський інститут інженерів цивільної авіації. У 1989 закінчив Хабаровську Вищу партійну школу, в 2007 році — Російську академію державної служби при Президенті Російської Федерації за фахом «Державне і муніципальне управління». Працював у Якутському управлінні цивільної авіації МЦА СРСР, потім став заступником командира льотного загону Нюрбинського ВАТ. Працював у Якутському міському комітеті, пізніше — у Жовтневому районному комітеті Комуністичної партії Радянського Союзу. Проходив державну цивільну службу в адміністрації першого Президента Республіки Саха (Якутія) Михайла Ніколаєва як заступник керівника адміністрації президента. З 1991 по 1994 роки Заболєв працював заступником начальника Управління будівництва «Вілюйгесбуд», а з 1994 по 1997 роки — головним інженером АТВТ/ВАТ «Якутськ-Лада». У 1997 році прийняв посаду заступника генерального директора ВАТ «Якутський міськмолзавод», а пізніше прийняв керівництво організацією. Указом Президента Республіки Саха (Якутія) в 1998 році Юрію Вадимовичу Заболєву вручили почесне звання «Заслужений працівник народного господарства Республіки Саха (Якутія)».
У 2003 році обраний народним депутатом державних Зборів (Іл Тумен) Республіки Саха (Якутія) по Туймадинському виборчому округу і став першим заступником голови «Іл Тумена». 2 грудня 2007 року на виборах глав муніципальних утворень обраний главою адміністрації муніципального утворення «Міський округ «Місто Якутськ». У грудні 2012 Заболєв подав у відставку з посади голови Якутська, у зв'язку з призначенням першим заступником постійного представника Республіки Саха (Якутії) у Москві.

## Нагороди
- Почесне звання «Заслужений працівник народного господарства Республіки Саха (Якутія)»
- Почесний знак «Заслуги перед Якутськом»[3]
- Почесний знак «370 років Якутія з Росією»